# Carmelo Bene
Carmelo Pompilio Realino Antonio Bene (ur. 1 września 1937 w Campi Salentina, zm. 16 marca 2002 w Rzymie) – włoski aktor, pisarz, reżyser i scenarzysta filmowy. Był ważnym przedstawicielem włoskiego awangardowego teatru i kina.

## Życiorys
Po zapisaniu się na Wydział Prawa w Rzymie, przez krótki czas uczęszczał do szkoły aktorskiej Sharoff. W 1957 rozpoczął studia w Accademia Nazionale di Arte Drammatica Silvio D'Amico, którą opuścił w następnym roku z powodu jego anarchistycznego ducha nietolerancyjnego wobec jakiegokolwiek nauczania.
W 1959 zadebiutował w teatrze adaptacją Kaliguli Alberta Camusa, którą sam zinterpretował. Jego kariera teatralna miała kilka etapów. W latach sześćdziesiątych przeważnie przeredagował poprzednie formy literackie, a w 1961 ożywił już takie produkcje jak Pinokio Carla Collodiego czy Doktor Jekyll i pan Hyde Stevensona.
Pracę w filmie rozpoczął w 1965 jako aktor w krótkometrażówkach Paola Brunatto: Un' Ora prima di Amleto, più Pinocchio i Bis. W 1968 zadebiutował jako reżyser, realizując film Matka Boska od Turków, który przyniósł mu Nagrodę Specjalną Jury na 29. MFF w Wenecji. Można nazwać go prekursorem kina niskobudżetowego.
Zmarł na raka.

## Filmografia
- Un'ora prima di Amleto, più Pinocchio (1965) jako on sam (aktor)
- Bis (1966) jako on sam (aktor)
- Król Edyp (Edipo re, 1967) jako Kreon (aktor)
- Il canto d'amore di Prufrock (1967) głos (aktor)
- Matka Boska od Turków (Nostra signora dei turchi, 1968) jako Człowiek / Narrator (aktor, pisarz, powieść, producent, reżyser)
- Il barocco leccese (1968) (reżyser)
- Lo scatenato (1968) jako Kapłan (aktor)
- Hermitage (1968) jako Człowiek (aktor, nowela, reżyser, scenariusz)
- A proposito di 'Arden of Feversham' (1968) jako on sam(gra, reżyser)
- Capricci (1969) jako Poeta (aktor, koordynator muzyczny, pisarz, producent, reżyser)
- Colpo rovente (1970) jako Billy Desco (aktor)
- Don Giovanni (1970) jako Don Giovanni (aktor, koordynator muzyczny, producent, reżyser, scenariusz)
- Necropolis (1970) (aktor)
- Tre nel mille (1971) (aktor)
- Salomè (1972) jako Erode Antipa / Onorio (aktor, producent, reżyser, scenariusz)
- Umano non umano (1972) jako on sam
- Un Amleto di meno (1973) jako Hamlet (aktor, koordynator muzyczny, kostiumy, pisarz, reżyser, scenograf)
- Ventriloquio (1973) jako Des Esseintes (aktor, producent, reżyser, scenariusz)
- Oczywiste (Claro, 1975) (aktor)
- Il principe cestinato: Colloquio satirico-filosofico con Carmelo Bene (1976) jako on sam
- Bene! Quattro diversi modi di morire in versi: Majakovskij-Blok-Esènin-Pasternak (1977) jako on sam (adaptacja, reżyser)
- Amleto di Carmelo Bene (da Shakespeare a Laforgue) (1978) jako Amleto (aktor, kostiumy, reżyser, scenograf)
- Riccardo III (da Shakespeare) secondo Carmelo Bene (1981) jako Książę Gloucester, a następnie Ryszard III (aktor, kostiumy, reżyser, scenograf)
- Manfred – versione per concerto in forma d'oratorio (1983) jako Manfred (aktor, reżyser)
- Le tecniche dell'assenza (1984) jako on sam
- Concerto per attore solo (1984) jako on sam
- Hommelette for Hamlet, operetta inqualificabile (da J. Laforgue) (1990) jako Amleto (aktor, producent, reżyser)
- Canti orfici (1996) (reżyser)
- Macbeth horror suite di Carmelo Bene da William Shakespeare (1997) jako Macbeth (aktor, producent, reżyser)
- In-vulnerabilità d'Achille (tra Sciro e Ilio) (1997) (adaptacja, aktor, kostiumy, reżyser, scenograf)
- Carmelo Bene e la voce dei canti (1998) (reżyser 7 odcinków)
- Pinocchio ovvero lo spettacolo della provvidenza (1999) jako Pinokio / Geppetto / Mastro Cherry / ... (aktor, kostiumy, producent, reżyser, scenograf)
- Quattro momenti su tutto il nulla (2001) (pisarz i reżyser 4 odcinki)
- Otello di Carmelo Bene (2002) jako Otello (aktor, kostiumy, oświetlenie, reżyser, scenograf)
- Lorenzaccio, al di là di de Musset e Benedetto Varchi (2003) (aktor, kostiumy, scenograf)

## Nagrody
26. MFF w Cannes
- Udział w konkursie głównym o nagrodę Złotej Palmy za film Un Amleto di meno (1973)

Nastro d’argento
- Nominacja w kategorii najlepszy aktor za film Matka Boska od Turków (1968)

29. MFF w Wenecji
- Nagroda Specjalna Jury za film Matka Boska od Turków (1968)
- Udział w konkursie głównym o nagrodę Złotego Lwa za film Matka Boska od Turków (1968)